# Csukás Benjamin (tanár)
Zetényi Csukás Benjamin (Izsák, 1833. augusztus 5. – Szentes, 1879. május 29.) református gimnáziumi igazgató-tanár, felszentelt lelkész.

## Élete
Régi nemesi családból származott. Felmenői 1499-ben nyerték nemességüket és a zetényi előnevet. Apja Csukás András bajai lakos, aki Izsákon kötött házasságot nemes Dömötör Judittal 1832. július 7-én. Benjamin nevű fiuk Izsákon született 1833. augusztus 5-én.
Alsóbb iskoláiról nincs adat. Tanári diplomáját 1856-ban szerezte, majd a Tolna vármegyei gyönki gimnáziumban kezdte tanári pályafutását, ahol igazgató lett. Országos pályázat alapján hívták meg Szentesre az újonnan szervezett III. és IV. gimnáziumi osztályok tanárául, 1862. október 1-től a Gimnázium tanára és megbízott igazgatója. 1865-től kinevezett igazgató, mely tisztségét 1869-ig viselte, majd átadta Zolnay Károlynak]
A korabeli Szentes jelentős közéleti személyisége volt. 1866-ban több társával együtt szorgalmazta egy Polgári Olvasókör, valamint egy Tűzkármentesítő Egylet megalakítását. Az olvasókör 1867-ben megvalósult, melynek pénztárnokává választották. 1868-tól városi képviselő, a Vasútügyi Bizottság és a Kolera Bizottság elnöke, a jogügyi-, egészségügyi- és kertészeti szakosztályok tagja. 1869-ben indítványozta, hogy a város területén rendeljék el a szilárd és tűzmentes anyagokból való építkezést, a cseréptető alkalmazását a gyakori tűzesetek elkerülésére. Szorgalmazta a téglaburkolatú utak meghonosítását, a Széchenyi út (a mai Csongrádi út) kongó téglával történő kirakását.
Ugyancsak 1869-ben ő kezdeményezte és harcolta ki a polgári fiú- és leányiskolák felállítását, nagy hangsúlyt fektetve a leánynevelés fontosságára. A város képviselő-testülete 1870. november 21-én járult hozzá a "leánytanoda" működtetéséhez. 1870-ben Szentes Város Iskolaszékének jegyzőjévé, 1872-ben pedig elnökévé választották. Ekkor feladta gimnáziumi állását, de továbbra is szoros szálakkal kötődött volt intézményéhez. Zolnay Károly mellett neki köszönhető, hogy az új intézmény előbb VI osztályosra fejlődött, majd VIII osztályos főgimnáziummá lett, értékes könyvtárral, múzeummal és szertárakkal.
1871-től 1874-ig a református egyház főgondnoka. Tőle indult ki a felsőpárti református templom építésének eszméje. 1872-ben megválasztották a Bökény-Mindszenti Tiszaszabályozási Társulat igazgatójává, mely tisztségét 1877-ig viselte. Ebben az időben ő a helyi Deák-párt és az Úri Kaszinó elnöke is.
Sokirányú hivatali és közéleti elfoglaltságai mellett jelentős publicisztikai tevékenységet fejtett ki, felsorolt munkái mellett közművelő és politikai tárgyú írásai jelentek meg a Szentesi Lapban.
Élete teljében, hosszas betegeskedés után tüdőszélhűdésben hunyt el. A szentesi alsó református temetőben nyugszik.

## Munkái
- Emlékbeszédek gr. Széchenyi István és gr. Teleki László fölött. Pest, 1861.
- A Hódmezővásárhelyi Szemlébe (1870.) irta: Nézetek a római egyetemes zsinatot illetőleg.
- A szentesi gymnasium Értesítőjében (1865.) jelent meg: A szentesi ref. gymnasium rövid története és jelen állásáról című értekezése.